# Kuwaits håndboldlandshold (herrer)
Kuwaits håndboldlandshold for mænd er det mandlige landshold i håndbold for Kuwait.

## Resultater
Resultaterne vist nedenfor er kun konkurrencer, som Kuwait har deltaget i. Turneringer, de ikke har deltaget i, er ikke opført.

### Olympiske lege
- Sovjetunionen 1980: 12.-plads
- USA 1996: 12.-plads

### VM
- 1982 – 15. plads
- 1995– 20. plads
- 1999 – 19. plads
- 2001 – 23. plads
- 2003 – 20. plads
- 2005 – 22. plads
- 2007 – 18. plads
- 2009 – 22. plads
- 2025 – kvalificeret